# Черната скала (проход)
 Тази статия е за прохода.  За други значения вижте Черната скала.  
Черната скала е планински проход (седловина) в Западна България, община Невестино и Република Македония, община Царево село, между планините Осогово на северозапад Влахина на югоизток.
Проходът е с дължина около 16 km и надморска височина на седловината – 930 m. Свързва долината на Ваксевска река (десен приток на Елешница, от басейна на Струма) при село Църварица на север с долината на река Брегалница (ляв приток на Вардар) на юг при град Царево село.
Проходът започва на 735 m н.в. южно от село Църварица, като коларски път се насочва на юг и започва изкачване нагоре към държавната ни граница със Северна Македония. След 5,8 km достига седловината на 930 m н.в. и отново като коларски път започва спускане на юг в Република Македония към долината на река Брегалница. След около 10 km завършва в северния край на град Царево село, на 600 m н.в.
В българския участък официално преминават последните 5,8 km от Републикански път III-622 от село Невестино, от km 24,3 до km 30,1.
Има изработен проект за изграждане на граничен контролно-пропускателен пункт Невестино – Царево село на седловината.

## Топографска карта
- Лист от карта K-34-70. Мащаб: 1 : 100 000.
- Лист от карта K-34-82. Мащаб: 1 : 100 000.